# Eurovision Song CZ 2024
Der 6. Eurovision Song CZ fand am 4. Dezember 2023 statt und war der tschechische Vorentscheid für den Eurovision Song Contest 2024 in Malmö (Schweden). Es gewann die Sängerin Aiko mit dem Lied Pedestal.

## Format

### Konzept
Die öffentlich-rechtliche Fernsehanstalt Česká televize (ČT) bestätigte am 16. Oktober 2023 seine Teilnahme am Eurovision Song Contest 2024. Gleichzeitig gab man bekannt, dass man erneut einen nationalen Vorentscheid zur Auswahl des Beitrags durchführen werde. Erstmals seit 2008 wird der Vorentscheid auch wieder im linearen tschechischen Fernsehen ausgestrahlt werden. ČT art wird die Sendung übertragen, ebenso der hauseigene Streamingservice IVysílání. Auch wird der Vorentscheid auf dem offiziellen YouTube-Kanal des Eurovision Song Contests ausgestrahlt. Der Sieger wird wie in den Vorjahren durch ein reines Onlinevoting bestimmt, wobei 70 % der Stimmen von den internationalen Zuschauern stammen und 30 % von den tschechischen Zuschauern. Die Abstimmung erfolgte via der offiziellen App des Eurovision Song Contest und soll bis 11. Dezember dauern.

### Beitragswahl
Im Gegensatz zu den vorangegangenen Jahren wurden dieses Mal auch Interpreten zugelassen, die nicht tschechische Staatsbürger sind. Es werden auch slowakische Staatsbürger akzeptiert, die ihren ständigen Aufenthalt in Tschechien haben. Zwischen dem 16. Oktober und dem 6. November konnten interessierte Künstler ihre Beiträge einreichen. Diese Frist wurde aufgrund technischer Probleme um 24 Stunden verlängert, so dass die Frist am 7. November endete. Aus allen Einreichungen sollten dann bis zu fünf Beiträge ausgewählt, die an der Vorentscheidung teilnehmen werden. Diese Zahl wurde am 22. November auf sieben erhöht.

### Austragungsort
Am 13. November wurde bekanntgegeben, dass der Vorentscheid im Roxy Club in Prag stattfinden soll.

### Moderation
Der Vorentscheid wurde wie 2023 von Adam Mišík moderiert werden. Unterstützt wurde er dabei von Cesár Sampson, welcher 2018 für Österreich den dritten Platz erreichte.

## Teilnehmer
Die Teilnehmer wurden am 28. November 2023 vorgestellt. Die Lieder sollen erst eine Woche vor dem Finale veröffentlicht werden.

## Finale
Das Finale fand am 4. Dezember 2023 statt.
| Platz | Startnr. | Interpret   | Lied Musik (M) und Text (T)                                                                                           | Sprache  | Übersetzung (inoffiziell) | Publikumsvoting | Publikumsvoting | Publikumsvoting |
| Platz | Startnr. | Interpret   | Lied Musik (M) und Text (T)                                                                                           | Sprache  | Übersetzung (inoffiziell) | Tschechien      | International   | Gesamt          |
| ----- | -------- | ----------- | --- | -------- | ------------------------- | --------------- | --------------- | --------------- |
| 1     | 1        | Aiko        | Pedestal M/T: Alena Shirmanová, Steven Ansell                                                                         | Englisch | Podest                    | 723             | 23.174,9        | 23.898          |
| 2     | 2        | Elly        | The Angel’s Share M/T: Argyle Singh, Eliška Tunková, Jan Vávra, Rony Janeček                                          | Englisch | Der Anteil der Engel      | 7.403,7         | 5.471,9         | 12.876          |
| 3     | 5        | MYDY        | Red Flag Parade M/T: Jakub Svoboda, Maria Broberg, Mikuláš Pejcha, Ondřej Slánský, Paweł Krześniak, Žofie Dařbujánová | Englisch | Parade der roten Flaggen  | 1.932,9         | 5.098,1         | 7.031           |
| 4     | 6        | Tom Sean    | Dopamine Overdose M/T: Edwin Lindberg, Jan Vávra, Lukas Hallgren, Tomas Sean Pšenička                                 | Englisch | Überdosis Dopamin         | 999,3           | 2.501,1         | 3.500           |
| 5     | 4        | Lenny       | Good Enough M/T: Lenka Filipová, Marcus Tran, Otakar Petřina                                                          | Englisch | Gut genug                 | 1.264,8         | 1.110,2         | 2.375           |
| 6     | 7        | Tomas Robin | Out Of My Mind M/T: Martin Zaujec, Tomáš Červinka, Tomáš Lobb                                                         | Englisch | Nicht bei Sinnen          | 218,4           | 1.094,1         | 1.313           |
| 7     | 3        | Gianna Lei  | Starlet M/T: Gianna Leilani Rivolvá, Morten Bergholt                                                                  | Englisch | Sternchen                 | 111,6           | 541,1           | 653             |